# Imre: Egy emlékirat
Az Imre: Egy emlékirat (eredeti címén Imre: A Memorandum) egy 1906-ban megjelent amerikai regény két férfi szerelméről. Szerzője Edward Irenaeus Prime-Stevenson, aki a regényt Xavier Mayne álnéven tette közzé.

## Cselekménye
Oswald, egy brit arisztokrata Budapestre érkezik, ahol egy kávéház teraszán megismerkedik Imrével, a 25 éves magyar huszárral. A két férfi között barátság szövődik, amelyet azonban veszélybe sodor a kettőjük közti fokozódó szexuális vonzalom. Oswald mindent kockára téve bevallja vonzalmát Imrének, aki viszonozza Oswald érzéseit.

## Jelentősége
A regényt elsősorban nem irodalmi kvalitásai, hanem témaválasztása kapcsán tartja számon az irodalomtörténet. Bár nem ez az első homoszexuális témájú amerikai regény, de az első olyan, amelyben a szereplők szerelmüket vállalják, és a történet happy enddel végződik. 
A regény egyik dedikált első kiadása 2009-ben 12 ezer dollárért (2,6 millió forint) cserélt gazdát egy internetes antikváriumban.

## Magyar kiadása
- Edward Prime-Stevenson: Imre. Egy emlékirat. Fordította és jegyzetekkel ellátta Bojti Zsolt; Napvilág Kiadó, Budapest, 2021